# Bunsoh
Bunsoh település Németországban, Schleswig-Holstein tartományban. Lakosainak száma 764 fő (2023. december 31.).

## Népesség
A település népességének változása:
| Lakosok száma | 598  | 809  | 782  | 793  | 771  | 747  | 764  |
|               | 1975 | 2014 | 2017 | 2019 | 2021 | 2022 | 2023 |